# Франк, Кай
Кай Га́бриэл Франк (швед. Kaj Gabriel Franck; 9 ноября 1911, Выборг — 26 сентября 1989, Санторини, Греция) — финский дизайнер, профессор искусств (1973—1978), одна из важных фигур скандинавского дизайна. Возглавлял отделы художественного дизайна фарфоровой фабрики «Арабиа» и стекольной фабрики «Нуутаярви». Работал с керамикой, стеклом, текстилем, проектировал мебель. Его стиль отличается строгой геометричностью, лаконизмом и продуманными цветовыми решениями. Был одним из первых представителей дизайнерского цеха, ратовавших за утилизацию отходов и минимализацию потребления.

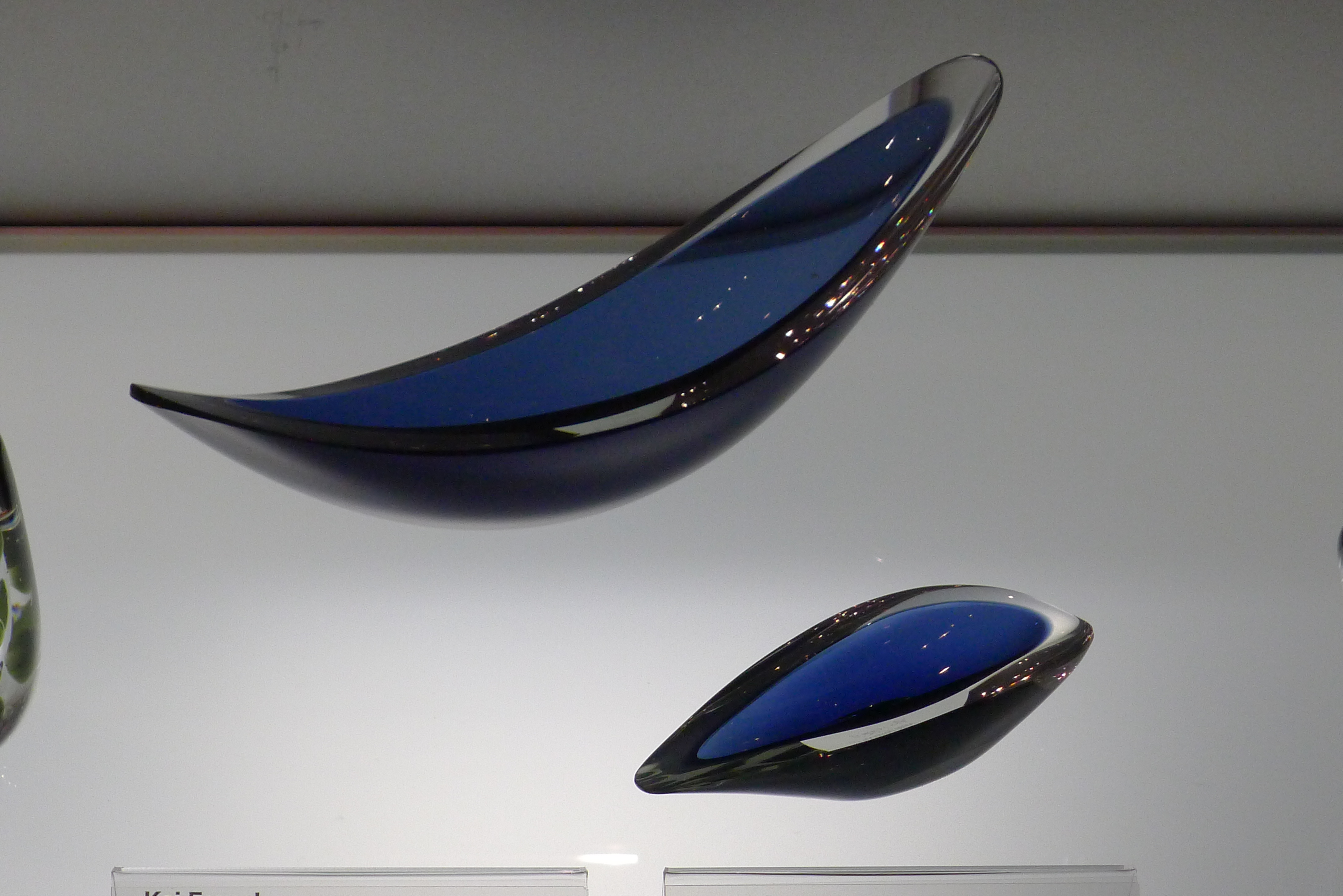
Художественные объекты Lansetti и Pajunlehti (1950-е гг.)

## Биография
Кай Франк родился 9 ноября 1911 года в Выборге в немецко-шведской семье, принадлежавшей к старому буржуазному роду, выходцы из которого неоднократно выбирали путь художников, архитекторов, дизайнеров. Во время обучения в Центральной школе искусств и ремёсел (сегодня Высшая школа искусств, дизайна и архитектуры Университета Аалто) Кай Франк под руководством Артту Бруммера специализировался на дизайне мебели. По окончании вуза в 1932 году он работал в магазине и одновременно занимался иллюстрированием каталогов, оформлением витрин и интерьеров, дизайном мебели, разработкой рисунков на ткани. Карьера Франка уже на самом раннем этапе, в экономически сложное время, развивалась относительно успешно, что связано с его талантом рисовальщика, высокой работоспособностью, дружелюбием и умением ладить с людьми, а также навыками обращения с самыми разными материалами. Среди его заказчиков была и компания «Артек», для которой он разрабатывал текстильные принты, пользовавшиеся популярностью. В 1945 году он был принят на работу на руководящую должность на фабрику «Арабиа», являвшуюся главным производителем керамики в Финляндии, где он мог реализовать свои представления о дизайне посуды.

## Дизайнерские принципы

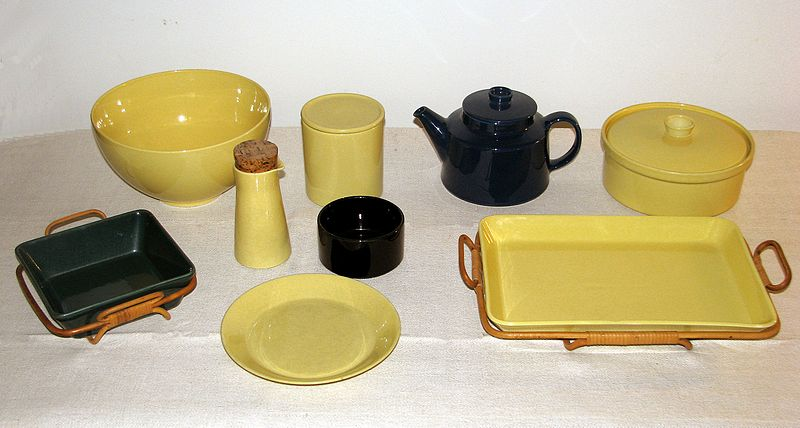
Кухонный сервиз Kilta

Кай Франк, работая на фабрике «Арабиа» в условиях тяжелого послевоенного кризиса, решительно отказался от старой концепции большого дорогого цельного обеденного сервиза, которая доминировала в столовом дизайне на протяжении столетий. В качестве альтернативы он предложил опираться в вопросах домашней сервировки на принцип «смешивания и подгонки», согласно которому элементы посудной серии, во-первых, могут покупаться отдельно в зависимости от финансовых возможностей и потребностей покупателя, который может докупить недостающий элемент в течение долгого времени, во-вторых, легко комбинироваться по цвету, в-третьих, сконструированы так, чтобы храниться в компактном виде, будучи вложенными друг в друга наиболее оптимальным способом. Франк также отказался от росписи керамики, приоритетом для него была повышенная прочность изделий и сочность основных цветов, представленных в достаточно широкой гамме. Воплощением этих дизайнерских принципов стала посудная серия Kilta, при проектировании которой Франк отказался от многих традиционных элементов (роспись, ободки у тарелок, ручки), что сделало посуду более компактной и многофункциональной. Серия производилась в 1953—1975 годах и пользовалась небывалой популярностью (было продано более 25 миллионов предметов), став в Финляндии одним из устойчивых образов ежедневной домашней обстановки. С 1981 года производство обновленной и расширенной серии под названием Teema было возобновлено и продолжается по сей день компанией «Ииттала». В этой серии посуды использование базовых геометрических форм круга, конуса и прямоугольника доведено до предела.

## Премия Кая Франка
Общество Design Forum Finland с 1992 года присуждает финским дизайнерам премию, учрежденную в честь Кая Франка (фин. Kaj Franck palkinto). Денежная часть премии составляет 10 000 евро.